# Милутинович, Иван
Иван Милутинович (серб. Иван Милутиновић; 27 сентября 1901, Стиена-Пиперска, под Подгорицей, Княжество Черногория — 23 октября 1944, Вишница, Белград, Югославия) — югославский черногорский деятель коммунистического движения, революционер, видный военачальник времён партизанской войны во время оккупации страны Третьим Рейхом. Родился в семье знатного происхождения, но жившей в большой бедности. Окончил юридический факультет Белградского университета. Стал членом Коммунистической партии Югославии, находившейся тогда на нелегальном положении, в 1923 году, впоследствии был неоднократно арестован и осуждён. В 1929 году он был приговорён к шести, в 1934 — к двум годам лишения свободы. С 1939 года был членом ЦК Коммунистической партии Югославии, с 1940 года входил в состав её Политбюро.
Милутинович стал участником Народно-освободительной войны в 1941 году, войдя в состав Верховного штаба Народно-освободительной армии Югославии, был командиром Главного штаба народно-освободительных партизанских отрядов Черногории, членом Антифашистского вече народного освобождения Югославии и Национального комитета освобождения Югославии. Погиб в чине генерал-лейтенанта НОАЮ в октябре 1944 года во время Белградской операции. 6 июля 1945 года ему было посмертно присвоено звание Народного героя Югославии. Также награждён советским орденом Кутузова I степени.
Народный герой Албании.

## Галерея
- Бюст Милутиновича в Белграде на Калемегдане
- Мемориальная доска в Белграде